# Dolichotrochanter peculiaris
Dolichotrochanter peculiaris là một loài tò vò trong họ Ichneumonidae.